# NGC 4638
NGC 4638 (NGC 4667) je eliptična galaktika u zviježđu Djevici. Naknadno je utvrđeno da je NGC 4667 ista galaktika.

## Vanjske poveznice
- (engl.) SEDS: NGC 4638
- (engl.) Revidirani Novi opći katalog
- (engl.) Izvangalaktička baza podataka NASA-e i IPAC-a
- (engl.) Astronomska baza podataka SIMBAD
- (engl.) VizieR